# Pardellynx
De pardellynx (of pardellos) (Lynx pardinus) is een van de zeldzaamste katachtigen. Hij komt enkel voor op het Iberisch Schiereiland en wordt daarom ook wel Iberische of Spaanse lynx genoemd.

## Kenmerken
De pardellynx lijkt veel op de Euraziatische lynx (Lynx lynx), maar is kleiner (kop-romplengte: 85-98 cm, schouderhoogte: 60-70 cm, gewicht: 8,1-15,9 kg) en is sterker gevlekt. De staart is kort (circa 14 cm) met een zwarte punt. Het dier is hoogpotig en heeft een kortharige, rossig gele of okerkleurige naar leigrijs neigende vacht. Het vlekkenpatroon is altijd sterk contrasterend, met vele kleine (in de bergen van Toledo) bruinzwarte vlekken of met minder, maar grotere vlekken (Doñana) die stippellijnen vormen. Het dier heeft duidelijk zichtbare, 5-8 centimeter lange bakkebaarden die de kop scherp omlijsten.

## Leefwijze
De belangrijkste prooi is het konijn (75-93% van het dieet), oorspronkelijk kwam dat dier ook alleen in Spanje voor. Het dieet wordt aangevuld met rode patrijzen, Iberische hazen, eenden, ganzen en diverse andere kleine prooidieren. In de herfst en de winter vangt de pardellynx incidenteel wel eens kalveren van damhert, edelhert, wild zwijn en moeflon.

## Voortplanting
Paartijd in januari-februari. Na een draagtijd van 63 tot 74 dagen worden 1-4 jongen (meestal 3) jongen geboren in maart-april. Pardellynxen hebben één worp per jaar en zijn geslachtsrijp vanaf 2 jaar, echter planten de meeste zich pas in het derde of vierde levensjaar voort.

## Verspreiding
Vroeger kwam de pardellynx voor in grote delen van Spanje en ook in Portugal. Aan het begin van de 21ste eeuw kwam het dier enkel in twee van elkaar gescheiden populaties in Zuid-Spanje voor; in het nationaal park Doñana en in Natuurpark Sierra de Andújar (de Oostelijke Sierra Morena). Op het absolute dieptepunt (2002) waren er in deze twee restpopulaties nog slechts 94 pardellynxen over. Vanaf 2005 is er echter door middel van EU-subsidie een "exsitu-programma" opgezet om lynxen in gevangenschap te fokken om deze vervolgens te kunnen herintroduceren in het wild, op plaatsen waar het dier voorheen voorkwam. Men begon met het aanvullen van de twee overgebleven populaties, tot deze weer (op lange termijn) levensvatbaar zouden zijn. In 2010 was het aantal opgelopen tot ongeveer 404 lynxen. In dat zelfde jaar begon men met herintroducties op 5 verschillende locaties: de Sierra Morena (Guarrizas, Guadalmellato en Sierra Morena Oriental), Montes de Toledo (nationaal park Cabañeros) Castilië-La Mancha), Valle de Matachel (Extremadura) en Natuurpark Vale do Guadiana in Zuid-Portugal. Op termijn zijn zich hier stabiele en levensvatbare populaties gaan vestigen en eind 2019 is het aantal pardellynxen in het wild toegenomen tot 856 exemplaren. De laatste telling uit 2023 telde 2021 exemplaren, waarvan 1730 in Spanje en 291 in Portugal. Het verspreidingsgebied heeft zich de afgelopen jaren ook verder kunnen uitbreiden, met zich voortplantende individuen in het noordelijke en centrale deel van Extremadura (Valdecañas en Natuurpark Cornalvo), het nationaal park Cabañeros en de regio Albacete (beiden in Castilië-La Mancha), de Sierras Subbéticas (Andalusië) en er is een nieuw introductie-project gestart in de autonome regio Murcía.
De soort is beperkt tot mediterraan bos en maquis (mattoral) van zeeniveau tot 1300 meter en geeft de voorkeur aan rijkelijk begroeide delen met kurk- en steeneiken en (in Doñana) parasoldennen met een dichte ondergroei en veel konijnen. Aangezien het gros van de werpnesten (=plaats waar de jongen ter wereld komen) zich bevinden in holle kurkeiken, is het voortbestaan van de pardellynx ook nauw verbonden met het voortbestaan van kurkeikenbossen.

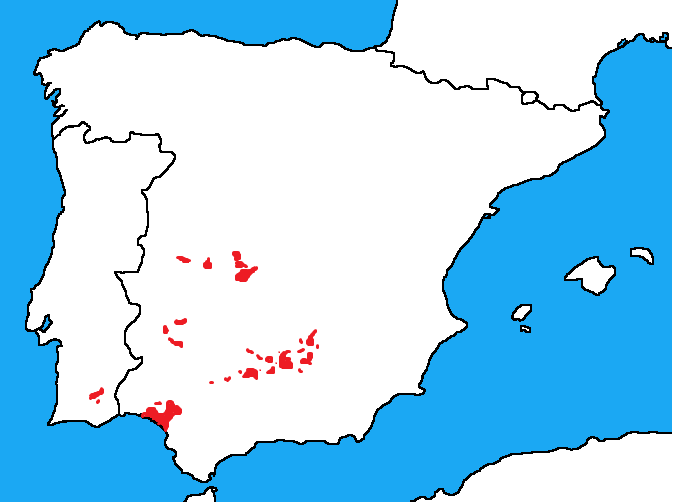
De verspreiding van de pardellynx anno 2020 in rood weergeven

## Bedreiging
Door de opkomst van landbouw is het mediterraans bos versnipperd geraakt, evenals de lynxpopulaties die daarin leefden. In de bergen zijn nog enkele geschikte terreinen aanwezig. Hier leek de pardellynx veilig, totdat er virusziekten als myxomatose uitbraken, waardoor de konijnenpopulatie in elkaar stortte. Met het wegvallen van zijn belangrijkste prooi kreeg ook de lynxpopulatie een klap. De Rode Lijst van de IUCN beschouwt de soort als bedreigd. De populaties waren klein en versnipperd maar het dier heeft zich door herintroducties redelijk kunnen herstellen. Naar schatting waren er anno 2002 nog maar 94 pardellynxen over. In 2015 schatte het IUCN het aantal volwassen individuen op 156 en werd hun statuut van "kritiek" naar "bedreigd" verlaagd. Sindsdien zijn de aantallen blijven stijgen tot ongeveer 856 eind 2019. 
De pardellynx werd vroeger gezien als een ondersoort van de Euraziatische lynx, maar wordt tegenwoordig als een aparte soort beschouwd. Tijdens het Pleistoceen ontwikkelden beide soorten zich in Centraal-Europa uit de Lynx issiodorensis (valdarnensis).